# هنري وليامز (سياسي)
هنري وليامز (بالإنجليزية: Henry Williams)‏ هو سياسي أسترالي، ولد في 1842، وتوفي في 1910. انتخب عضو الجمعية التشريعية فيكتوريا عن دائرة المقاطعة الشمالية الغربية ‏ (1 يونيو 1901 – 1 نوفمبر 1903).